# Дитячий пісенний конкурс Євробачення 2011
Дитя́чий пісе́нний ко́нкурс Євроба́чення 2011 — дев'ятий дитячий пісенний конкурс Євробачення, він відбувся 3 грудня 2011 року в столиці Вірменії — Єревані в Спортивно-концертному комплексі імені Карена Демірчяна. Перемогу на конкурсі здобули представники Грузії гурт Candy з піснею «Candy Music», вони набрали у фіналі конкурсу 108 балів.
15 липня 2011 року Європейська Мовна Спілка оголосила остаточну кількість та перелік країн, за право бути «переможцем конкурсу» повинні були змагатися 12 країн. Але згодом ЄМС вирішило продовжити прийом заявок на участь у конкурсі в результаті вдалось повернути Болгарію та Латвію, остання раніше заявляла про відмову від участі через фінансові проблеми. 7 жовтня 2011 про відмову від участі у конкурсі заявило Сан Марино, яке раніше планувало брати участь у конкурсі 2011 року. До 15 липня 2011 року Іспанія та Італія також мали наміри взяти участь у конкурсі але через обмеженість часу не змогли підтвердити участі, незважаючи на продовження прийому заявок ці країни так і не підтвердили своєї участі.
Таким чином в 2011 році остаточно брали участь 13 країн. Дві країни залишили конкурс : Сербія через фінансові проблеми та Мальта через невдалі виступи на конкурсі в останні роки, та повернулась Болгарія.
11 жовтня 2011 року відбулось жеребкування порядкових номерів виступу у фіналі конкурсу під час засідання організаційної ради конкурсу в Єревані, згідно з жеребкуванням Україна виступала під номером 07.

## Вибір країни організатора
18 січня 2011 Європейська Мовна Спілка анонсувала, що країною-господаркою Дитячого Євробачення 2011 обрана Вірменія. Свої заявки на проведення Дитячого Євробачення 2011 подавали Білорусь, Росія, Грузія та Швеція. Вірменія стала першою країною, яка проводить конкурс наступного року після своєї перемоги.
Країну-організатора Дитячого Євробачення Європейська Мовна Спілка обирає сама, незалежно від того, яка країна виграла Дитяче Євробачення.

## Супервайзер конкурсу
1 січня 2011 о 00:00 на пост супервайзера Дитячого пісенного конкурсу Євробачення заступив Сітце Баккер з Нідерландів, змінивши на цій посаді Сванте Стокселіуса зі Швеції (2004–2010). До призначення на посаду Сітце працював редактором сайту www.esctoday.com, з 2006 року працював в ЄМС як менеджер інтернет проектів та з 2008 року як піар-менеджер Пісенного конкурсу Євробачення.
До 2011 року супервайзер «Євробачення» був одночасно супервайзером «Дитячого Євробачення», починаючи з 2011 ці дві посади посідають різні люди.
«Дитячий конкурс пісні Євробачення 2011» для Сітце Баккера стане першим конкурсом на цій посаді.

## Візуальний дизайн конкурсу
15 липня 2011 року ЄМС на засіданні організаційної ради конкурсу в Женеві затвердила візуальний дизайн конкурсу. Це смуги еквалайзеру у формі гори, яка нагадує відому вірменську гору Арарат. Також був затверджений девіз конкурсу «Reach For The Top!» (Прагни До Вершини!).
При цьому супервайзер конкурсу Сітце Баккер наголосив :
«Логотип динамічний, молодий та грайливий. Слоган „Прагни До Вершини“ по справжньому відображає амбіції конкурсантів і, ми сподіваємося, надихне на те ж і молоде покоління вірменів»— Супервайзер Junior Eurovision Song Contest Сітце Баккер
Розробкою візуального дизайну для конкурсу займалася студія відомого білоруського художника-графіка Антона Баранова, яка також займалася розробкою візуального дизайну для Дитячого пісенного конкурсу Євробачення 2010.

## Ведучі конкурсу
Національна телерадіокомпанія Вірменії ARMTV 15 листопада 2011 офіційно оголосила імена ведучих конкурсу — це Авет Барсегян та Гоар Гаспарян.
Авет Барсегян є автором пісні Вірменії на пісенному конкурсі Євробачення 2009, також він автор більш ніж 200 пісень на вірменській та російській мовах.
Гоар Гаспарян в 2011 році була призначена головою делегації Вірменії на конкурсах Євробачення. Кар'єру ведучої вона розпочала у віці 11 років, нині вона є ведучою національних відборів Вірменії на конкурси Євробачення.
ARMTV також вела переговори з телеведучим та коміком Гариком Мартиросяном, але домовитися так і не вдалось.

## Спеціальні гості конкурсу
15 листопада 2011 року ЄМС анонсувала те, що спеціальними гостями шоу стануть Сірушо та Володимир Арзуманян.
Обоє гостей вже були учасниками конкурсів Євробачення в різний час. Сірушо представляла Вірменію на пісенному конкурсі Євробачення 2008, посівши у фіналі 4 місце. А Володимир Арзуманян в 2010 році виграв Дитяче Євробачення, яке проводилося в Мінську (Білорусь).
Третім спеціальним гостем конкурсу стала Молі Санден, про це було офіційно анонсовано Європейською Мовною Спілкою 2 грудня 2011 року. Молі Санден представляла Швецію на Дитячому пісенному конкурсі Євробачення 2006, тоді вона посіла 3 місце. Також вона брала участь у шведському національному відборі на Пісенний конкурс Євробачення 2012, але не змогла потрапити у фінал відбору.

## Національні відбори
З моменту подачі заявки та до середини жовтня 2011 року, країна що подала заявку на участь повинна була провести відкритий (телеголосування), закритий (національна телерадіокомпанія сама призначає виконавця та пісню) або змішаний (національна телерадіокомпанія призначає виконавця а пісня обирається шляхом телеголосування) національний відбір. Обов'язковим для всіх країн учасниць є відкритий відбір, але Європейська Мовна Спілка залишає за собою право зробити виняток з правил для деяких країн і лише заради участі таких країн у конкурсі. В 2010 та в 2011 роках виняток з правил був зроблений для Латвії.

## Учасники
| №  | Країна                 | Мова                     | Артист           | Пісня                                        | Переклад                    | Бали | Місце |
| 01 | Росія                  | російська                | Катерина Рябова  | «Как Ромео и Джульетта»                      | Як Ромео Та Джульєта        | 99   | 04    |
| 02 | Латвія                 | латвійська               | Аманда Башмакова | «Meness suns» (Moondog)                      | Місячний Пес                | 31   | 13    |
| 03 | Молдова                | румунська та англійська  | Леріка           | «No-No»                                      | Ні-Ні                       | 78   | 06    |
| 04 | Вірменія (організатор) | англійська та вірменська | Даліта           | «Welcome To Armenia»                         | Ласкаво Просимо До Вірменії | 85   | 05    |
| 05 | Болгарія               | болгарська               | Іван Іванов      | «Supergeroy» (Superhero)                     | Супергерой                  | 60   | 08    |
| 06 | Литва                  | литовська                | Пауліна Скрабіте | «Debesys» (Clouds)                           | Хмари                       | 53   | 10    |
| 07 | Україна                | українська та англійська | Kristall         | «Європа» (Europe)                            | —                           | 42   | 11    |
| 08 | Республіка Македонія   | македонська              | Доріян Длака     | «Zhimi Ovoj Frak» (I Swear By This Tailcoat) | Клянусь Цим Фраком          | 31   | 12    |
| 09 | Нідерланди             | нідерландська            | Рахель           | «Ik Ben Een Teenager» (I Am A Teenager)      | Я Підліток                  | 103  | 02    |
| 10 | Білорусь               | російська                | Лідія Заблоцька  | «Ангелы Добра»                               | Ангели Добра                | 99   | 03    |
| 11 | Швеція                 | шведська                 | Ерік Рапп        | «Faller»                                     | Падіння                     | 57   | 09    |
| 12 | Грузія                 | грузинська               | Candy            | «Candy Music»                                | Солодка Музика              | 108  | 01    |
| 13 | Бельгія                | нідерландська            | Фамке            | «Een Kusje Meer» (One More Kiss)             | Ще Один Поцілунок           | 64   | 07    |

### Відмова від участі
- Мальта[20] — відмовилась від участі у конкурсі через невдалі виступи на конкурсі в останні роки.
- Сербія[21] — відмовилась від участі через фінансові проблеми, але не виключено, що повернеться на конкурс в 2012 році.

### Повернення
- Болгарія

### Дебют, що не відбувся
- Сан Марино[22] — відмовилось від участі через те, що SMRTV не вдалось знайти гідну кандидатуру, щоб представити країну на конкурсі. Згідно з правилами ЄМС Сан Марино в обов'язковому порядку повинне сплатити штраф (за раніше подану заявку на участь у конкурсі) у розмірі, встановленому ЄМС.

### Не повертались 2011 року
- Данія[23] — 2006 року залишила конкурс через втрату інтересу до конкурсу та через участь у конкурсі MGP Nordic. 2011 року рішення про повернення не було прийняте.
- Кіпр — 2010 залишив конкурс через фінансові проблеми. 2011 року рішення про повернення не було прийняте.
- Норвегія — 2006 року залишила конкурс через втрату інтересу до конкурсу та через участь у конкурсі MGP Nordic. 2011 рішення про повернення не було прийняте через незакладені кошти на участь у державному бюджеті країни.
- Румунія — 2010 року залишила конкурс через фінансові проблеми. 2011 рішення про повернення не було прийняте.

## Виконавці, що повернулись
| Країна | Виконавець      | Рік            |
| ------ | --------------- | -------------- |
| Росія  | Катерина Рябова | 2009 (2 місце) |

## Результати голосування

### Таблиця голосування
На початку оголошення результатів голосування кожна країна-учасник конкурсу отримала по 12 балів від Європейської Мовної Спілки та ARMTV.
| Країни отримуючі\голосуючі | Росія | Латвія | Молдова | Вірменія | Болгарія | Литва | Україна | Македонія | Нідерланди | Білорусь | Швеція | Грузія | Бельгія | Всього |
| -------------------------- | ----- | ------ | ------- | -------- | -------- | ----- | ------- | --------- | ---------- | -------- | ------ | ------ | ------- | ------ |
| Росія                      |       | 10     |         | 10       | 12       | 10    | 8       |           | 7          | 7        | 12     | 1      | 10      | 99     |
| Латвія                     |       |        | 2       |          |          | 7     | 1       | 8         |            |          |        |        | 1       | 31     |
| Молдова                    | 6     | 4      |         | 6        | 10       | 2     | 7       | 6         | 4          | 8        | 4      | 4      | 5       | 78     |
| Вірменія                   | 8     | 1      | 7       |          | 5        |       | 10      | 7         | 5          | 5        | 8      | 10     | 7       | 85     |
| Болгарія                   | 2     | 2      | 4       | 1        |          |       | 3       | 12        | 3          | 6        | 5      | 6      | 4       | 60     |
| Литва                      |       | 6      | 6       | 2        |          |       |         | 10        |            | 4        | 1      | 12     |         | 53     |
| Україна                    | 5     |        | 1       | 5        | 1        | 1     |         | 1         | 2          | 2        | 2      | 7      | 3       | 42     |
| Македонія                  | 1     |        | 5       |          | 2        | 4     |         |           | 1          | 3        |        | 3      |         | 31     |
| Нідерланди                 | 7     | 12     | 10      | 7        | 8        | 6     | 5       | 2         |            | 10       | 10     | 2      | 12      | 103    |
| Білорусь                   | 12    | 7      | 12      | 8        | 4        | 8     | 12      | 3         | 8          |          | 3      | 8      | 2       | 99     |
| Швеція                     | 4     | 8      | 3       | 4        | 3        | 5     | 4       |           | 6          |          |        |        | 8       | 57     |
| Грузія                     | 10    | 3      | 8       | 12       | 6        | 12    | 6       | 5         | 10         | 12       | 6      |        | 6       | 108    |
| Бельгія                    | 3     | 5      |         | 3        | 7        | 3     | 2       | 4         | 12         | 1        | 7      | 5      |         | 64     |

### Кількість 12 балів
| Кількість | Країна що отримала | Країна що голосувала      |
| --------- | ------------------ | ------------------------- |
| 3         | Білорусь           | Молдова, Росія, Україна   |
| 3         | Грузія             | Білорусь, Вірменія, Литва |
| 2         | Нідерланди         | Бельгія, Латвія           |
| 2         | Росія              | Болгарія, Швеція          |
| 1         | Бельгія            | Нідерланди                |
| 1         | Болгарія           | Македонія                 |
| 1         | Литва              | Грузія                    |

## Глашатаї конкурсу[24]
Країни-учасниці конкурсу оголошували результати голосування в тому порядку, в якому вони виступали на конкурсі.
| Країна     | Оголошувач результатів голосування                                                                    |
| ---------- | --- |
| Росія      | Валентин Садікі (12 річний російський актор)                                                          |
| Латвія     | Sarlote Lenmane (представниця Латвії на Дитячому Євробаченні 2010)                                    |
| Молдова    | Stefan Roscovan (представник Молдови на Дитячому Євробаченні 2010)                                    |
| Вірменія   | Размік Агхаджанян (учасник національного відбору 2011 року)                                           |
| Болгарія   | Samuil Sarandev-Sancho                                                                                |
| Литва      | Domynikas Zvirblis (ведучий національного відбору 2011 року)                                          |
| Україна    | Аманда Кьоніг (учасниця національного відбору 2011 року)                                              |
| Македонія  | Anja Veterova (представниця Македонії на Дитячому Євробаченні 2010)                                   |
| Нідерланди | Anna Lagerweij (представниця Нідерландів на Дитячому Євробаченні 2010 у складі дуету «Anna & Senna»)  |
| Білорусь   | Анна Ковальова (учениця 8 класу лінгвістичної гімназії № 24 в Мінську)                                |
| Швеція     | Ina-Jane von Herff (ведуча проекту «Folkoteket» на SVT 1)                                             |
| Грузія     | Elene Makashvili (представниця Грузії на Дитячому Євробаченні 2009 у складі гурту «Group Princesses») |
| Бельгія    | Jill та Lauren (представниці Бельгії на Дитячому Євробаченні 2010)                                    |

## Трансляція та коментатори[25]
Право на трансляцію конкурсу було надано 13 країнам-учасницям конкурсу а також Австралії та Боснії і Герцеговині.
| Країна               | Телеканал-транслятор | Коментатор |
| -------------------- | -------------------- | --- |
| Росія                | Росія 1              | Ольга Шелест (постійний коментатор конкурсів Євробачення) |
| Латвія               | LTV2                 | Маркус Ріва (композитор та співак) |
| Молдова              | Moldova 1            | Rusalina Rusu (коментатор пісенного конкурсу Євробачення) |
| Вірменія             | Armenia 1            | Артак Варданян та Маріана Джавахян (коментатори Дитячого пісенного конкурсу Євробачення 2007)                                                                   |
| Болгарія             | BNT 1                | не визначено |
| Литва                | LRT 1                | Darius Uzkuraitis (коментатор пісенного конкурсу Євробачення та Дитячого Євробачення)                                                                           |
| Україна              | Перший національний  | Тімур Мірошниченко (постійний коментатор конкурсів «Євробачення», ведучий національних відборів на конкурси Євробачення, був ведучим Дитячого Євробачення 2009) |
| Македонія            | Macedonia 2          | Elizabeta Cebova (ведуча національних відборів на конкурси Євробачення)                                                                                         |
| Нідерланди           | Nederland 3          | Marcel Kuijer (ведучий проекту «SmartKidZ» на телеканалі AVRO)                                                                                                  |
| Білорусь             | Білорусь 1           | Денис Курьян (постійний коментатор конкурсів Євробачення та був ведучим Дитячого Євробачення 2010)                                                              |
| Швеція               | SVT B                | Ylva Hallen та Edward af Sillen (коментатори конкурсів Євробачення)                                                                                             |
| Грузія               | GPB                  | Timur Kvirkvelia (коментатор деяких конкурсів Дитячого Євробачення)                                                                                             |
| Бельгія              | Ketnet               | Kristien Maes (ведуча національного відбору Бельгії на пісенний конкурс Євробачення «Eurosong») та Tom De Cock («MNM» діджей)                                   |
| Австралія            | SBS 1                | не визначено |
| Боснія і Герцеговина | BHRT 1               | не визначено |